# حور عطري
حور عطري أو حور عَطِر (الاسم العلمي:Populus suaveolens) هو نوع من النباتات يتبع جنس الحور من الفصيلة الصفصافية.